# 백합 (가수)
백합(본명: 유백합, 1999년 4월 20일)은 대한민국의 인플루언서이다.

## 경력
- 그룹 '헤이걸스' 멤버

## 음반
- 2017년 이 밤이 지나도